# Дарко
Дарко је мушко старо словенско име, које је персијског порекла. Настало је од основе „дар (даривати)“, а може бити превод са латинског „Donatus“ у значењу „дарован“. У преносном значењу име Дарко би означавало особу која је „несебична у доброчинству“. Постоји тумачење да ово име води порекло из хебрејског језика и има значење: „у генерацији“ или „у поседу“. Постоје докази да се користило још у средњем веку, али је у новије време било прилично ретко. Данас је то често име у Хрватској, па се интерпретира да је одатле и преузето. Име се користи и у Македонији и другим словенским земљама.

## Популарност
У Србији је ово име у периоду од 2003. до 2005. било на 46. месту по популарности, а у Словенији је од 1993. до 1995. било међу првих сто.

## Изведена имена
Од овог имена изведена су имена Дара, Дарка, Даринка, Даро и Дароје.